# III. Ferdinánd kasztíliai király
III. (Szent) Ferdinánd (Zamora, 1199. augusztus 5. – Sevilla, 1252. május 30.), a Burgundiai-házból származó kasztíliai király (1217–1252) és leóni király (1230–1252), a királyságok történetének egyik legjelentősebb uralkodója. Kasztíliai Berengária konstantinápolyi latin császárné bátyja.

## Élete
Apja, IX. Alfonz (1171–1230) leóni király, anyja a szintén a Burgundiai-házból származó Berengária (1180?–1246) kasztíliai királynő, VIII. (Nemes) Alfonz (1155–1214) kasztíliai királynak és Angliai Eleonórának a leánya. III. Ferdinánd szülei 1197-ben kötöttek házasságot. Házasságukat azonban a közeli rokoni kapcsolat miatt III. Ince pápa 1204-ben érvénytelenítette, és Berengária – a házaspár gyermekeivel együtt – hazatért apja udvarába. A leóni király figyelme ekkor visszafordult az első felesége, Terézia (1176? 1181?–1250), I. Sancho (1154–1211) portugál király lánya és e házasságából született gyermekei felé, amely házasságot egyébként III. Celesztin pápa már 1196-ban – szintén a közeli rokoni kapcsolat miatt – érvénytelenített. A két királyság viszonya meg is romlott, és III. Ferdinánd szülei közötti konfliktus 1217-ben csúcsosodott ki: I. Henrik (1204–1217) kasztíliai király, VIII. Alfonz fia és utóda meghalt, Kasztília királynője Berengária lett, I. Henrik nővére, de ő még ebben az évben (1217) lemondott a fia, Ferdinánd javára, aki így Kasztília királya lett. IX. Alfonz azonban a maga uralma alatt akarta egyesíteni a két királyságot, és a leóni sereg bevonult Kasztíliába. A kasztíliai nemesség nem állt a leóni király mellé, IX. Alfonz pedig támogatás hiányában visszavonta seregét és 1218-ban kiegyezett a kasztíliaiakkal. IX. Alfonznak a Teréziától született, szintén Ferdinánd nevű fia már 1214-ben meghalt, így a király halálakor (1230), III. Ferdinánd – szintén III. Ferdinánd néven – tulajdonképpen akadály nélkül León királya lett. Ezután a két királyi cím már sohasem vált szét, Kasztília uralkodói egyúttal mindig León uralkodói is lettek.
III. Ferdinánd sikeresen harcolt a mórok ellen, több nagyszerű diadalt aratott felettük: 1236-ban Córdobát, 1246-ban Jaént, 1248-ban Sevillát foglalta vissza tőlük, 1243-ban pedig Murcia tartomány hódolt meg a kasztíliai király előtt. Andalúzia területén a mór uralom lényegében véve a Nasszerida-dinasztia uralta Granadai Királyság területére szorult vissza. Kasztília ekkor nőtte ki magát a spanyol területek vezető hatalmává, a középkori udvarokban Kasztíliát gyakran azonosították Hispániával, azaz Spanyolországgal.
Nagyon jelentős III. Ferdinánd országépítő tevékenysége, kiválóan kormányozta az uralma alatt álló területeket. Ebben a munkájában nagy segítséget nyújtott neki a kasztíliai kancellár, Rodrigo Ximenes de Rada érsek. A király nagylelkűen támogatta a híres salamancai egyetemet, és uralkodása alatt kezdődött meg a kasztíliai gótika remekének, a burgosi katedrálisnak az építése. III. Ferdinándot 1671-ben avatták szentté.
Utóda a fia lett, Alfonz (1221–1284), ő X. (Bölcs, Könyves) Alfonz kasztíliai király és leóni király, akinek az édesanyja III. Ferdinánd első felesége, a Hohenstaufen családból származó, Kasztíliában Beatrixnek nevezett Erzsébet (1202?–1235) volt, Sváb Fülöp (1177/1179–1208) német-római királynak és Iréné Angelinának (1181 körül–1208) a lánya.

## Emlékezete
- Emlékét őrzi Móra Ferenc Királyok föld felett és föld alatt című elbeszélése (megjelent a Túl a Palánkon című kötetben).

## Lásd még
- Burgundiai-ház

| Előző uralkodó: Berengária | Kasztília királya 1217 – 1252 | Következő uralkodó: X. Alfonz |

| Előző uralkodó: IX. Alfonz | León királya 1230 – 1252 | Következő uralkodó: a Leóni Királyság ezután perszonálunióra lépett a Kasztílai Királysággal |